# الکینزتانتونیت
الکینزتانتونیت (به انگلیسی: Elkinstantonite) نام یک کانی است که در نوامبر ۲۰۲۲ در یک شهاب سنگ ۱۵ تنی به نام «El Ali» در سومالی کشف شد.
شهاب‌سنگ العلی در سال ۲۰۲۰ در سومالی به زمین نشست. قطعه‌ای از این شهاب‌سنگ توسط دانشمند مشهور لیندی الکینز-تانتون مورد آزمایش و تحقیق قرار گرفت و دو عنصر جدید کشف شد که به احترام او نام این کانی را الکینزتانتونیت نهادند. اکتشافات جدید محققان می‌تواند سرنخ‌های مهمی در مورد کیفیت شکل‌گیری سیارک‌ها ارائه بدهد. کانی دوم کشف شده در این تحقیق نیز به نام الالیت که بر گرفته از نام محل فرود شهاب‌سنگ است گذاشته شد.